# グラティテュード作戦
グラティテュード作戦（グラティテュードさくせん、英: Operation Gratitude）は、太平洋戦争中の1945年（昭和20年）1月10日から1月25日にかけて、ルソン島の戦いの支援のためにアメリカ海軍第38任務部隊（ジョン・S・マケイン・シニア中将）が南シナ海を中心に繰り広げた作戦である。これまでアメリカ艦隊が入らなかった南シナ海に進入して一方的な空襲作戦を展開し、日本側にヒ86船団の悲劇的な壊滅を含む多大な艦船の喪失を生み出した。作戦は南方からの資源ルート切断という危機が間近に迫ったことを日本側に知らしめる結果となり、艦艇による北号作戦および輸送船団による南号作戦が発動されて南方資源地帯からの重要物資の還送が促されることとなった。また、1944年8月28日から中部太平洋方面で作戦行動に入っていた第3艦隊（ウィリアム・ハルゼー大将）の行動は、この作戦でいったん締めくくられることとなった。
本項では、第38任務部隊がバシー海峡を西航して南シナ海に入り、一連の空襲を終えてバシー海峡を東航し台湾と沖縄への攻撃を終えて根拠地のウルシー環礁に帰投するまでの期間を扱う。ヒ86船団については当該項目も参照されたい。なお、第38任務部隊の行動自体は1944年（昭和19年）12月30日から始まっており、その12月30日から1月9日まではマイクI作戦（マイクワンさくせん、Operation MIKE I）と別の作戦になる。

## 背景
レイテ島の戦いの大勢が決してミンドロ島の戦いもアメリカ軍が圧倒したことにより、次なる目標はルソン島、そしてマニラとなった（ルソン島の戦い）。ハルゼー率いる第3艦隊は、神風特別攻撃隊の襲来に時折悩まされながらも制圧任務をレイテ戦以来継続しており、その甲斐あって第7艦隊（トーマス・C・キンケイド中将）は神風の被害を受けつつ、1月9日に7個師団175,000名をリンガエン湾に上陸させることができた。
ハルゼーの当面の懸念材料は、12月16日の偵察によってカムラン湾に籠っていることが明らかであった戦艦「伊勢」と「日向」を中心とする日本艦隊であった。12月25日の礼号作戦は被害こそ大したことはなかったが、味方勢力圏内の内懐に日本艦隊が入り込んだこと自体は事実であり、礼号作戦のようにリンガエン湾への補給路の横腹を突かれる可能性を危惧していた。12月30日午後にサンジャックを偵察したB-29がカムラン湾から移動していた「伊勢」と「日向」、そして『水上機母艦』と判定された軽巡洋艦「大淀」などの日本艦隊を発見したことは、ハルゼーに南シナ海での作戦を行わせる一層の口実となった。一方、太平洋艦隊司令長官チェスター・ニミッツ元帥は、ハルゼーとは違った心配事を抱えていた。それはハルゼーその人であった。コブラ台風により戦わずして第38任務部隊に大損害を与えたハルゼーは査問委員会で非があったと認定されたが、国民的人気に配慮して更迭は避けられた。
ウルシーでハルゼーらに対する査問委員会が開かれているさ中、ニミッツはレイテ島でダグラス・マッカーサー陸軍元帥と面会して今後の第38任務部隊による支援内容について討議したのちウルシーに戻り、ハルゼーにマッカーサーとの対談での合意事項を手渡した。その席でハルゼーは、偵察で発見された「伊勢」と「日向」を撃沈するため、これまでアメリカ軍艦艇としては潜水艦しか入らなかった南シナ海への第38任務部隊の進入許可を求めた。ニミッツは一応は同意したが、南シナ海での作戦はリンガエン湾上陸が無事終わってからという条件を付けた。いずれにせよ、ミンドロ島からリンガエン湾に至る補給線を日本艦隊から守ること、これが南シナ海における作戦でのハルゼーの基本任務となった。

## 編成
作戦時の第38任務部隊の編成は、マイクI作戦とは基本的に連続している。。作戦中の細かい入れ代わりなどは割愛した。また、一部消去法によって艦名を推定した部分があることをご了承願いたい
第38.1任務群（アーサー・W・ラドフォード少将）
- 空母：「ヨークタウン」、「ワスプ」、「カボット」、「カウペンス」
- 戦艦：「サウスダコタ」、「マサチューセッツ」
- 巡洋艦：「ボストン」、「ボルチモア」、「サンフランシスコ」、「サンディエゴ」、「フリント」（1月11日合流）
- 駆逐艦：「マンスフィールド」、「ド・ヘイヴン」、「ライマン・K・スウェンソン」、「コレット」、「マドックス」、「ブルー」、「ブラッシュ」、「タウシッグ」、「サミュエル・N・ムーア」、「カッシング」、「コラハン」、「ウールマン」、「ベンハム」、「ヤーナル」、「トワイニング」、「ウェダーバーン」

第38.2任務群（ジェラルド・F・ボーガン少将）
- 空母：「レキシントン」、「ハンコック」（第38任務部隊旗艦）[10]、「ホーネット」
- 戦艦：「ニュージャージー」（第3艦隊総旗艦）、「ウィスコンシン」
- 巡洋艦：「パサデナ」、「アストリア」、「ウィルクスバリ」、「サンフアン」
- 駆逐艦：「ミラー」、「オーウェン」、「ザ・サリヴァンズ」、「ティンゲイ」、「ハント」、「ルイス・ハンコック」、「マーシャル」、「イングリッシュ」、「チャールズ・S・スペリー」、「オールト」、「ウォルドロン」、「ヘインズワース」、「ジョン・W・ウィークス」、「ウォレス・L・リンド」、「マッコード」、「ヘイゼルウッド」、「ハガード」、「フランクス」、「ヘイリー」、「トラセン」、「ブキャナン」、「ホビー」

第38.3任務群（フレデリック・C・シャーマン少将）
- 空母：「タイコンデロガ」、「エセックス」、「ラングレー」、「サン・ジャシント」
- 戦艦：「ワシントン」、「ノースカロライナ」
- 巡洋艦：「ヴィンセンス」、「マイアミ」、「ビロクシ」、「サンタフェ」
- 駆逐艦：「ケイパートン」、「ハルゼー・パウエル」、「キャラハン」ほか13隻

第38.5任務群（マティアス・ガードナー少将）
- 空母：「エンタープライズ」、「インディペンデンス」
- 駆逐艦：「ウォレス・L・リンド」、「ブキャナン」ほか4隻

第30.8任務群（ジャスパー・テリー・アカッフ大佐）
- 護衛空母：「シップレイ・ベイ」、「クェゼリン」、「ネヘンタ・ベイ」、「ルティヤード・ベイ」、「オルタマハ」、「ケープ・エスペランス」
- 給油艦：「タルガ」、「ニオブララ」、「パタクセント」、「グアダルーペ」、「ナンタハラ」、「アタスコサ」、「シマロン」、「サウガタック」、「チコピー」、「トマホーク」、「キャッシュ」
- 駆逐艦および護衛駆逐艦：「ダイソン」、「ストックハム」、「オリヴァー・ミッチェル」、「ローレンス・C・テイラー」、「ウィーヴァー」ほか5隻

注目すべきは第38.5任務群で、史上初めて夜間戦闘機からなる航空隊のみを乗せた専門部隊である。「エンタープライズ」は30機、「インディペンデンス」は19機の夜間戦闘機仕様のF6Fヘルキャットを搭載し、同じく夜間仕様のTBFアヴェンジャーも搭載して主に夜間哨戒を担当した。任務群司令官のガードナーは大佐時代に「エンタープライズ」の艦長を務めており、その主要幕僚も「エンタープライズ」出身者が多くを占めた。第38.5任務群が単独で行動するのは夜間のみであり、昼間は第38.2任務群とともに行動した。

## 作戦経過

### 1月9日夜 - 11日
マイクI作戦で台湾とルソン島に波状攻撃をかけた第38任務部隊は、1月9日から10日にかけての夜半にバシー海峡を西航する。具体的には、1月9日21時過ぎに「ホーネット」のレーダーがフィリピン最北端のマヴディス島をレーダーでとらえ、推定針路243度と23ノットの速力をもってルソン海峡を斜め気味に突っ切った。夜の哨戒は第38.5任務群の出番であり、9日から10日未明の夜間にさっそく「インディペンデンス」の夜間戦闘機が3機の日本側哨戒機を続けさまに撃ち落した。こうして第38任務部隊は日本側に気付かれることなく易々と南シナ海に入り込んだが、そこは強風で非常に時化ている海であった。バシー海峡通過中、第30.8任務群の給油艦「グアダルーペ」と「ナンタハラ」は激浪のため接触し、「ナンタハラ」の艦尾は破壊された。1月10日と11日は偵察と補給に徹した。1月11日にも「タイコンデロガ」の艦載機が零式水上偵察機3機を撃墜しており、「インディペンデンス」機が撃墜した3機とともに一言も発さず息の根を止められていた。

### 1月12日

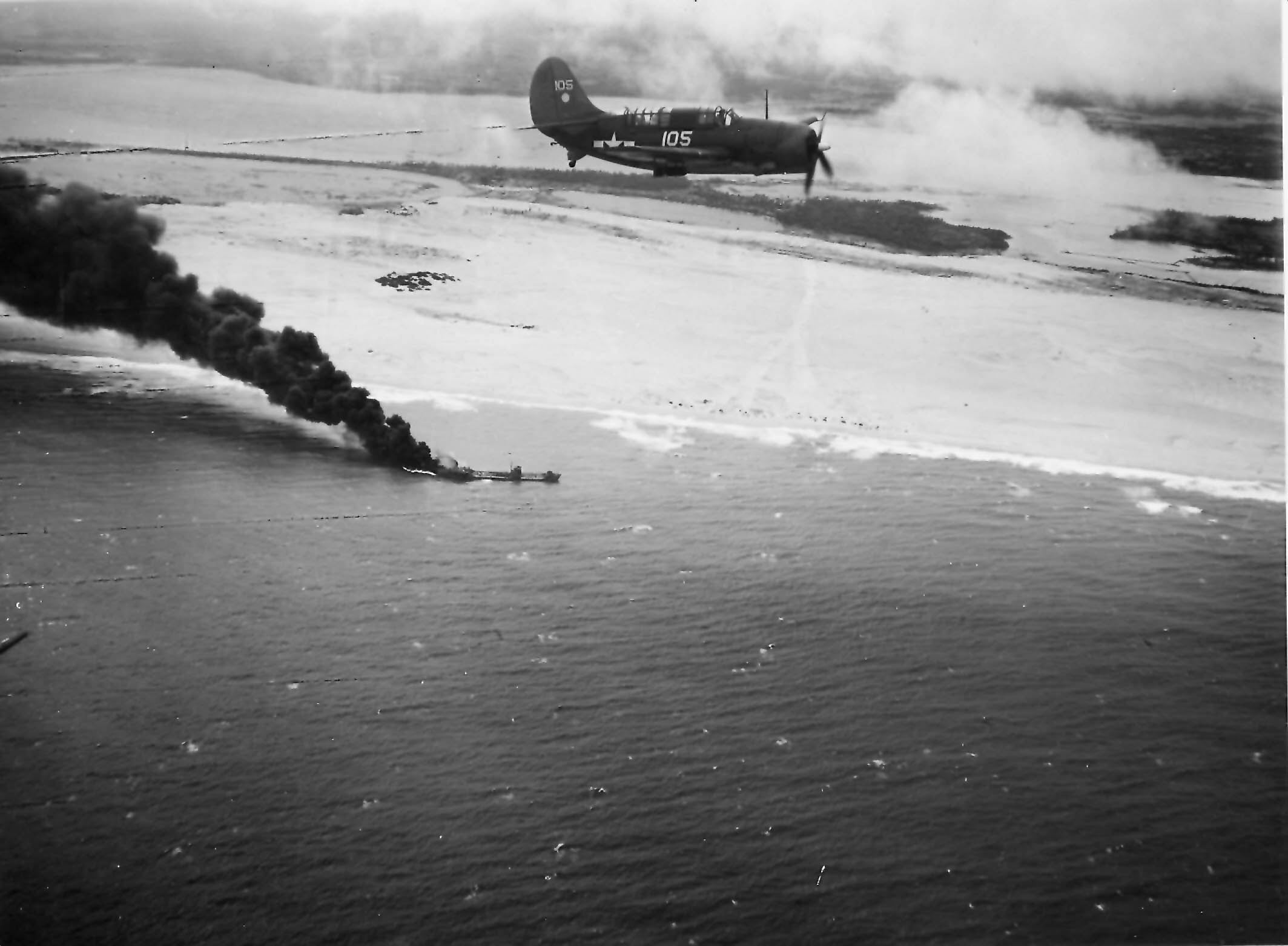
「ホーネット」所属のSB2Cヘルダイバー。炎上するのはヒ86船団の「極運丸」か（1945年1月12日）

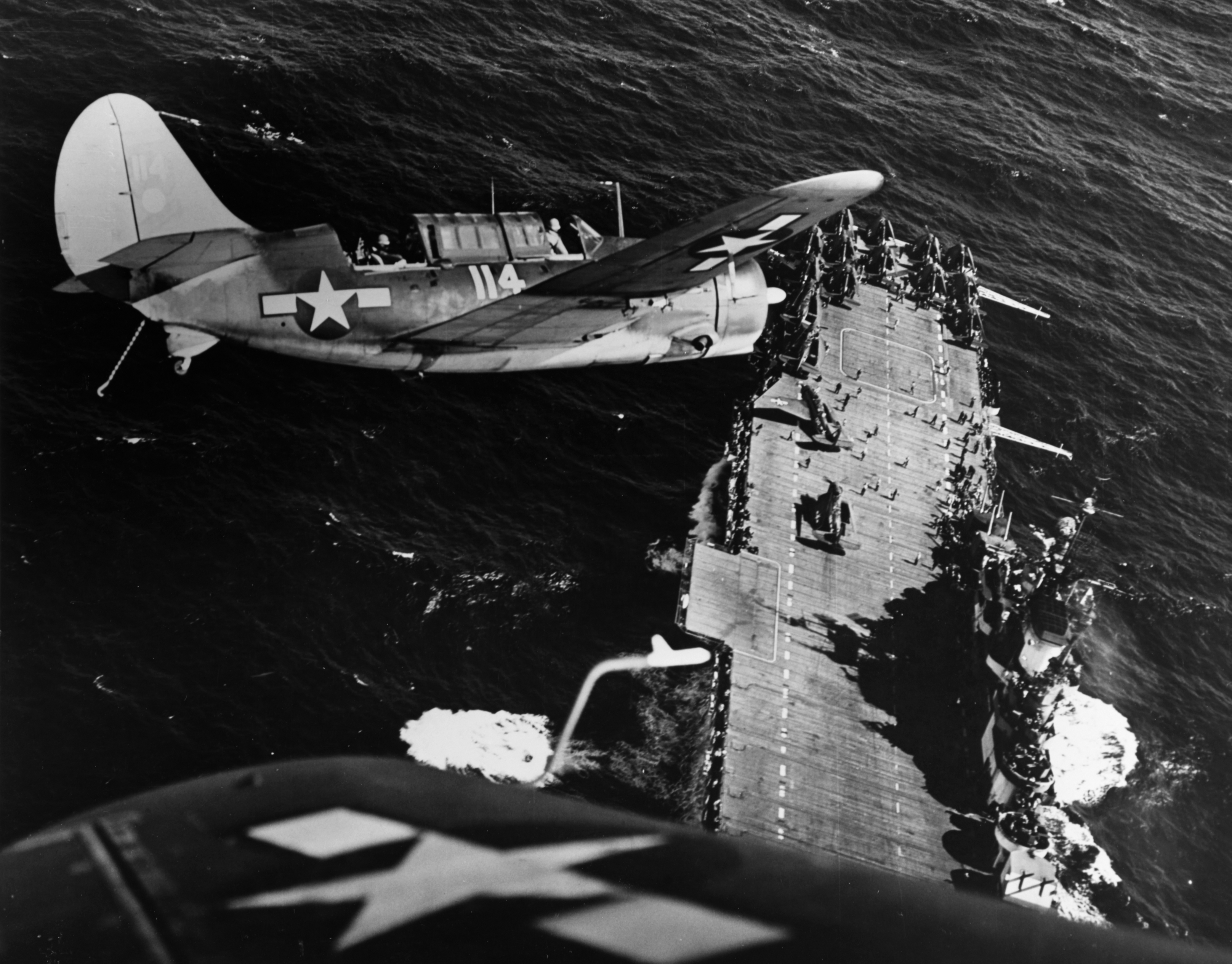
着艦態勢に入る「ホーネット」所属のヘルダイバー（1945年1月）

1月12日、夜も明けきらないうちから第38.5任務群の夜間機が中国大陸からインドシナ半島の目ぼしい海岸や入り江、港湾をくまなく捜索したものの、結論から言えば未明の偵察では期待したような収穫はなかった。偵察範囲は、トゥーランからサイゴンの間だけを切り取ってみても横浜から北海道に相当する距離である。12月30日の偵察の報告通りなら、「伊勢」と「日向」は今もサンジャックに籠っているはずであった。ところが実際には、偵察を受けたことにより「敵機ノ偵察状況ニ鑑ミ空襲ノ算大」と判断した第五艦隊司令長官志摩清英中将は、カムラン湾在泊艦船に昭南（シンガポール）あるいはリンガ泊地への回航を命じ、偵察からわずか2時間半後に「伊勢」、「日向」、「大淀」に重巡洋艦「足柄」、駆逐艦「朝霜」、「霞」を引き連れてサンジャックを発ち、翌12月31日午後に昭南およびリンガ泊地に到着していた。アメリカ海軍情報部は一連の第五艦隊の動きに気付いた様子はなく「居座っている」と決めつけ、カムラン湾およびサンジャック近海に展開していた潜水艦もまた同じであった。ハルゼーは「いるはず」の「伊勢」および「日向」との対決に備え、1月11日から第38.2任務群を特に前面に押し出し、さらには水上部隊を特設して「伊勢」と「日向」に備えさせていた。水上部隊は機会あればカムラン湾を砲撃することを許可されていた。12月30日の偵察情報がハルゼーのもとに届いていたとするなら、あくまでカムラン湾にこだわったハルゼーの真意は定かではない。これだけの用意をしておきながら「伊勢」と「日向」に逃げられたハルゼーは、「イライラしながら」新たな目標をすぐさま作らなければならなかったが、その新たな目標は間もなく、第38任務部隊艦載機の手のひらに入ってくることとなった。
この1月12日、インドシナ半島沿岸には北緯13度50分 東経109度20分 / 北緯13.833度 東経109.333度付近のクイニョン近海で攻撃を受けたヒ86船団のほか、4つの輸送船団が北上あるいは南下していた。楡林からサンジャックに向かっていたユサ04船団、三亜から昭南に向かっていたサシ05船団、サンジャックから高雄に向かっていたサタ05船団およびサンジャックから昭南に向かっていたサシ40船団の4つである。ユサ04船団は1月8日に楡林を出港し、1月12日の時点では北緯12度50分 東経109度23分 / 北緯12.833度 東経109.383度のトゥーラン近海を南下していたが攻撃を受け、沈没および擱座により全滅。サシ05船団は1月10日未明に三亜を出港し、インドシナ半島沿岸に近接の上バタンガンに入泊、12日7時30分に出港して南下したが、午後に入り北緯14度16分 東経109度20分 / 北緯14.267度 東経109.333度のボンソン沖で前方にヒ86船団が攻撃を受けているところを望見し、間もなくとばっちりの空襲を受けて全船が擱座放棄して全滅した。サタ05船団は1月11日にサンジャックを出港するも第149号輸送艦が悪天候による動揺が甚だしくサンジャックに引き返し、残った加入船は北上を続けたものの、12日朝に北緯11度10分 東経108度52分 / 北緯11.167度 東経108.867度のパダラン岬沖で波状攻撃を受け、護衛艦ともども全滅した。サシ40船団は1月12日朝にサンジャックを出港して間もなく北緯09度52分 東経106度57分 / 北緯9.867度 東経106.950度の地点で空襲を受け、加入船5隻のうち3隻が沈没および擱座して果て、残る2隻は損傷したもののサンジャックに引き返すことができた。艦載機はまた、輸送船団のみならず、サイゴンやサンジャックおよびその周辺に在泊する艦船、陸上施設に対しても空襲を行った。サンジャックには9時ごろから約3時間にわたって空襲があり、「エンタープライズ」機はサイゴンの航空基地を攻撃して日本機9機の破壊を報じた。「1,500回」とも報じられる一連の波状攻撃が終わると、第38任務部隊は北上を開始した。天候は依然としてすぐれず、インドシナ半島からの急速な離脱は台風から逃れるという目的もあった。任務部隊は40ノットもの暴風にさらされ、格納庫の航空機のうち何機かは激浪の影響で損傷した。

### 1月12日の日本側の主な被害

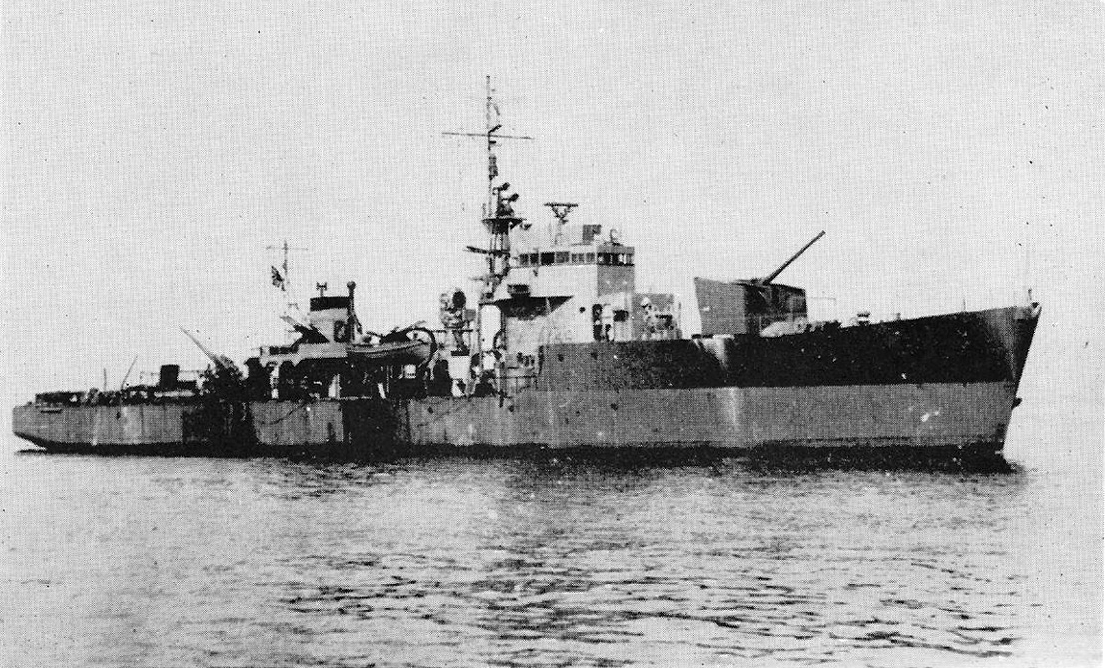
サンジャックで沈没した第17号海防艦

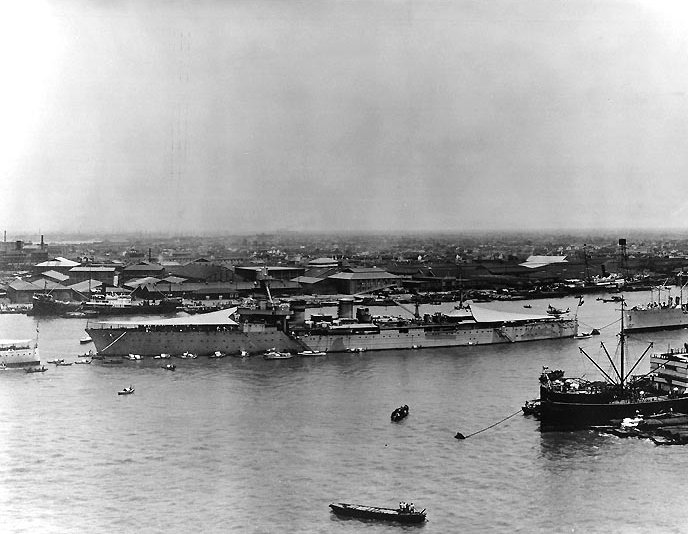
巻き添えで沈没した「ラモット・ピケ」（1939年）

ヒ86船団以外の輸送船団加入船の沈没船は以下のとおりであった。
- 輸送船「晃照丸」（西日本汽船、330トン、ユサ04船団）[35]
- タンカー「豊栄丸」（共栄タンカー、834トン、ユサ04船団）[35]
- タンカー「第三近油丸」（近海油槽船、834トン、ユサ04船団）[35]
- タンカー「第九蓬莱丸」（蓬莱タンカー、834トン、サシ05船団）[36]
- タンカー「第二南隆丸」（南方油槽船、834トン、サシ05船団）[36]
- 貨客船「大球丸」（東亜海運、1,517トン、サシ05船団）[36]
- タンカー「弘心丸」（日本油槽船、2,854トン、サタ05船団）[37]
- 輸送船「顕正丸」（元イギリス船「ヒンサン」、4,643トン、サタ05船団）[37][42]
- 輸送船「永芳丸」（元オランダ船「プンドポ」、5,209トン、サタ05船団）[37]
- タンカー「あやゆき丸」（石原汽船、2,854トン、サタ05船団）[37]
- 輸送船「東裕丸」（岡田商船、4,532トン、サタ05船団）[37]
- 輸送船「神祇丸」（岡田商船、6,888トン、サシ40船団）[38]
- タンカー「第七共栄丸」（共栄タンカー、1,160トン、サシ40船団）[38]
- 陸軍輸送船「仏蘭西丸」（栃木汽船、5,828トン 、サシ40船団）[38]

サイゴンやサンジャックおよびその周辺に在泊する特設艦船及び輸送船の沈没船は以下のとおりであった。
- 貨客船「干珠丸」（大阪商船、7,266トン、サイゴン在泊、旧名「らぷらた丸」）[43][44]
- 貨客船「芝罘丸」（東亜海運、3,218トン、サイゴン在泊）[43]
- 特設給糧船「生田川丸」（元イタリア船「カリテア」、4,013トン 、サイゴン在泊）[43][45]
- 陸軍輸送船「輝洋丸」（会陽汽船、4,428トン 、サイゴン在泊）[43][注 5]
- タンカー「あやなみ丸」（石原汽船、2,864トン、サイゴン在泊）[47]
- 輸送船「第十七眞盛丸」（原商事、2,556トン、サイゴン在泊）[43]
- タンカー「明石丸」（西大洋漁業、10,045トン、サンジャック在泊）[47]
- 特設運送船（給油）「球磨川丸」（東洋海運、7,510トン、サンジャック在泊）[47][48]
- 輸送船「神靖丸」（栗林商船、2,880トン、サンジャック在泊）[47]
- 特設運送船（雑用）「慶州丸」（元アメリカ船「ヘンリー・ケスウィック」、1,050トン、ロンハイ在泊）：[47][29][48][49]
- 特設掃海艇「音羽丸」（日本海洋漁業、220トン、カムラン湾在泊）：[47][50]

ヒ86船団を含めた輸送船団の被害（沈没および擱座）は24隻89,630トン、サイゴン、サンジャックとその周辺での特設艦船および輸送船の被害は11隻46,050トンにおよび、インドシナ半島地域での輸送船の被害は、輸送船団のものと合わせて35隻135,680トンに達した。
艦艇の被害もヒ86船団加入艦艇を筆頭に多大な被害を受け、抑留中のヴィシー政権艦艇も巻き添えを喰らって損害を出した。
沈没、擱座
- 軽巡洋艦「香椎」：ヒ86船団[29]
- 海防艦「千振」：サンジャック在泊[29][52]
- 第17号海防艦：サンジャック在泊[29][53]
- 第19号海防艦：サンジャック在泊[29][54]
- 第23号海防艦：ヒ86船団[29]
- 第35号海防艦：サタ05船団[29][55]
- 第43号海防艦：サタ05船団[29][56]
- 第51号海防艦：ヒ86船団[29]
- 第103号哨戒艇：サタ05船団[29]
- 第31号駆潜艇：サタ05船団[29]
- 第43号駆潜艇：カムラン湾在泊[29]
- 第101号掃海艇：サタ05船団[29]
- 第131号輸送艦：サイゴン在泊[29][注 6]
- 第140号輸送艦：サイゴン在泊[29]
- 第149号輸送艦：サタ05船団から分離してサンジャック在泊[29][注 7]
- ヴィシー政権軽巡洋艦「ラモット・ピケ」：サイゴン在泊[29]
- ヴィシー政権測量艦「オクタント」：サイゴン在泊[29]

損傷
- 海防艦「大東」：ヒ86船団
- 海防艦「鵜来」：ヒ86船団
- 第27号海防艦：ヒ86船団

etc
日本商船隊が多大な犠牲を出した1945年1月12日は、1944年2月17日のトラック島空襲の再来とする見方もある。

### 1月15日 - 16日

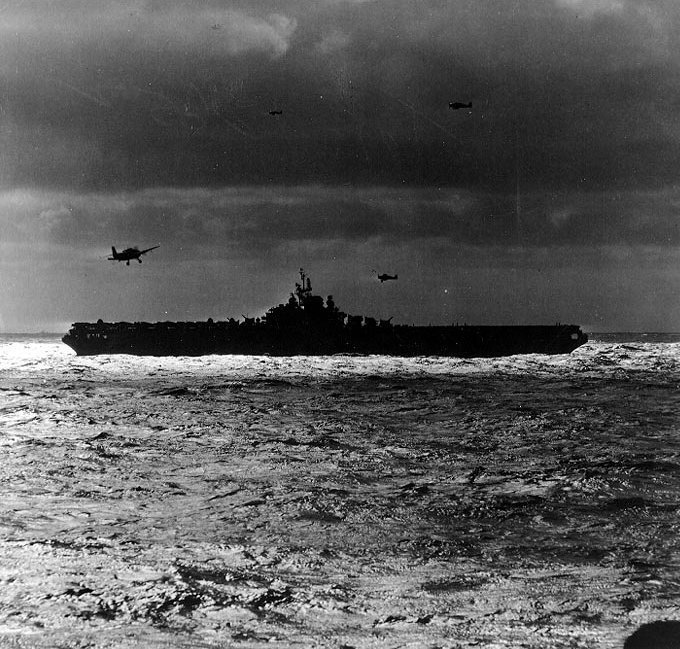
南シナ海で作戦する「ハンコック」（1945年1月）

1月15日、第38任務部隊は広東方面など中国大陸沿岸部と台湾に向けて艦載機を発進させた。相も変わらず天候は良くなかったが、台湾に飛来した艦載機は高雄、左営、澎湖諸島を攻撃して艦船攻撃のほか34機の日本機を破壊し、広東方面を襲った艦載機の一部は香港にも飛来した。当時、香港には台湾方面に寄港せず避難してきたヒ87船団が停泊していたが、1月15日の攻撃では目立った被害はなかった。
1月15日の主な被害
- 駆逐艦「旗風」：高雄、沈没
- 駆逐艦「栂」：馬公、沈没
- 第14号輸送艦：高雄、沈没
- 敷設特務艇「円島」：枋寮、擱座
- 特設運送船（給油）「みりい丸」（三菱汽船、10,565トン）：左営、擱座[47]
- 陸軍輸送船「江ノ島丸」（日本郵船、6,932トン）：高雄、損傷[29][61]
- タンカー「橋立丸」（日本海洋漁業、10,023トン）：ヒ87船団加入船、香港、至近弾で損傷[62]
- タンカー「天栄丸」（日東汽船、10,241トン）：ヒ87船団加入船、香港、損傷軽微[63]
- タンカー「光島丸」（三菱汽船、10,023トン）：ヒ87船団加入船、左営、損傷軽微[64]

翌1月16日の攻撃は香港と海南島に重点が置かれた。香港では前日の空襲では大きな被害のなかったヒ87船団加入船が多大な損害を受け、航空基地や港湾施設も猛烈な爆撃を受けた。しかし、駆逐艦や1万トン級タンカー3隻を含む10隻の艦船を撃沈したとは言え、2日間にわたる攻撃そのものは「期待外れ」と評価された。対空砲火も激しく、13機の日本機を破壊したのと引き換えに22機も失う結果となった。また、依然として続く悪天候により作戦は困難と危険の極みにあり、夕方に発進した「エンタープライズ」機8機のうち5機が着艦に失敗するなどして失われた。
1月16日の主な被害
- タンカー「天栄丸」（日東汽船、10,241トン）：ヒ87船団加入船、香港、沈没[67]
- タンカー「松島丸」（日本海洋漁業、10,240トン）：ヒ87船団加入船、香港、沈没[67]
- 輸送船「山幸丸」（山下汽船、5,948トン）：香港、沈没[67]
- 輸送船「第二安利丸」（元イギリス船「オン・リー」、1,026トン）：香港、沈没[67]
- 輸送船「第二伯州丸」（西海汽船、251トン）：香港、沈没[67]
- タンカー「第六南隆丸」（南方油槽船、834トン）：履門、沈没[29][68]
- 特務艦「神威」：香港、大破
- 駆逐艦「蓮」：香港、損傷
- 第108号輸送艦：香港、損傷
- 海防艦「新南」：香港、損傷[69]
- 海防艦「能美」：香港、損傷[70]
- 海防艦「大東」：海南島近海、損傷[71]
- 第60号海防艦：香港、損傷[29]

香港と台湾の攻撃を終えたあと、第38任務部隊は再び補給のため南に下った。しかし、1月17日、第30.8任務群の護衛空母「ネヘンタ・ベイ」が荒天で損傷するなど、天候だけは意のままにはならなかった。乗組員も波にさらわれたり艦内事故で命を落とす者が続出し、1月17日だけでも戦闘行為での戦死者が出なかったことが自慢の戦艦「ワシントン」での1名を含む15名の犠牲者が出た。このころ、ようやく第38任務部隊が南シナ海で暴れまわっていることを突き止めた日本側では、ラジオ東京の「東京ローズ」が『ハルゼー艦隊は南シナ海で瓶詰めにされました。どうやって南シナ海から出ていくのでしょうかね』といった趣旨の宣伝放送を行った。ハルゼーは、おそらくは放送とは無関係に第38任務部隊を東進させることに決し、1月20日夜21時ごろにバリンタン海峡を通過して南シナ海を後にした。この間に目立った戦闘は、フィリピンから台湾に移動する輸送機と思われる航空機15機を撃墜したことである。

### 1月21日 - 22日

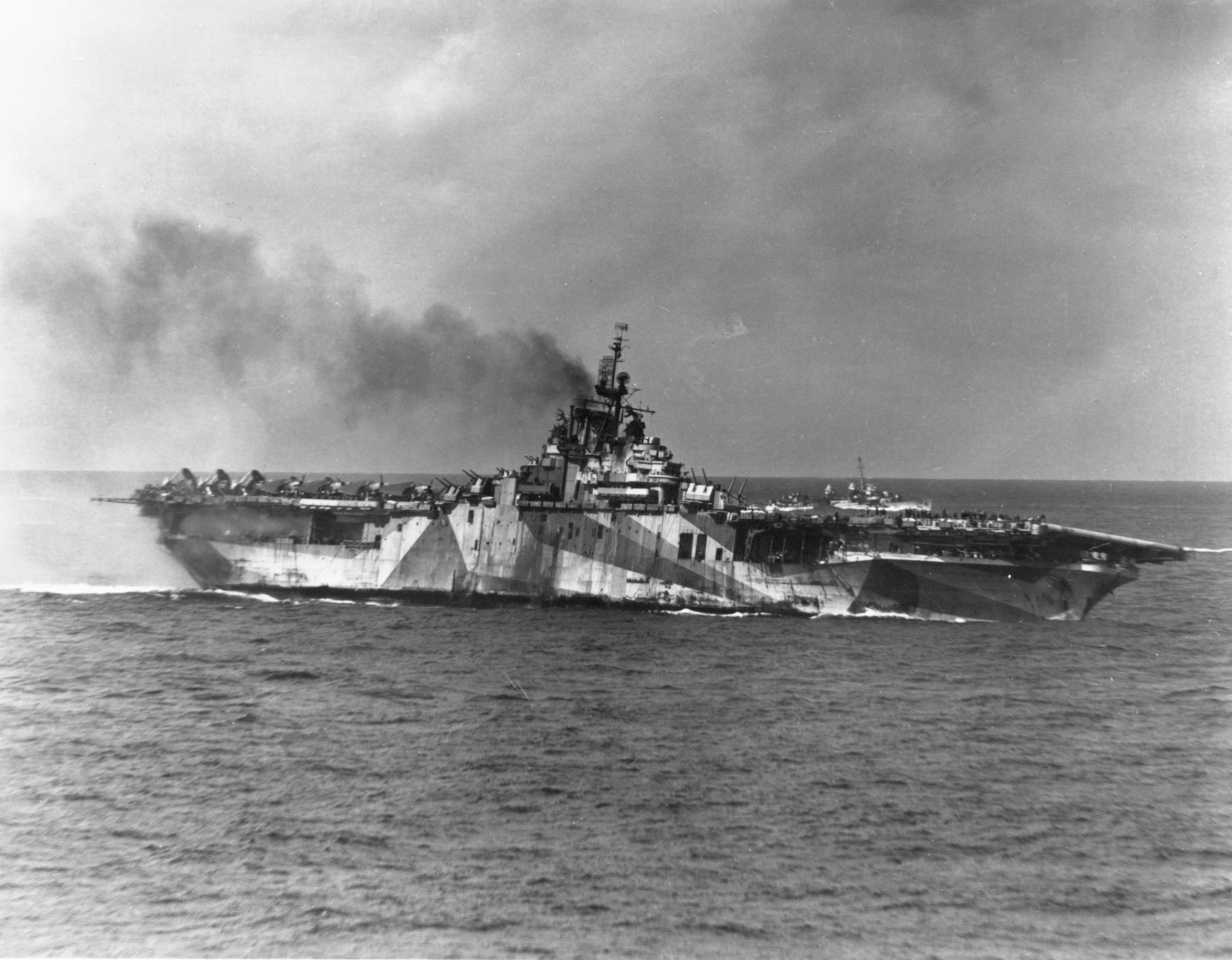
神風の突入を受けて左舷側に傾斜した「タイコンデロガ」（1945年1月21日）

ルソン海峡を東に抜けた第38任務部隊は、ここでもう一度台湾を攻撃することとなった。攻撃対象は南は高雄、北は基隆までの台湾全土で、特に基隆には13隻もの輸送船が集結しているとの情報ももたらされていた。しかし、ここまでの作戦行動で敵らしい敵が悪天候しかなかった第38任務部隊に、ここで神風がくらいついてきた。台南から飛来した第一航空艦隊（大西瀧治郎海軍中将）からの「一航艦零戦隊」5機（爆装：零戦2、直掩：零戦3）と「新高隊」13機（爆装：彗星8機、直掩：零戦5）と、トゥゲガラオからの「第三新高隊」13機（爆装：零戦7、直掩：零戦6）がそれである。三隊はおおむね台東の60海里から93海里、93度から115度の海域において相次いで第38.3任務群に突入を図り、この作戦で初めて放たれる激しい防御砲火をかいくぐって北緯22度40分 東経122度57分 / 北緯22.667度 東経122.950度で空母「タイコンデロガ」に2機、軽空母「ラングレー」と駆逐艦「マドックス」に1機ずつ命中。特に「タイコンデロガ」は戦死44名、負傷193名を出して火災が発生した。このほか、空母「ハンコック」で爆弾を抱えたまま着艦しようとしたアヴェンジャーが、誤って爆弾を落下させて飛行甲板で爆発する事故が発生し、天候がようやく持ち直してきたにもかかわらず厄日の趣きがあった。このような神風の抵抗を受けつつも第38任務部隊は台湾攻撃に全力を挙げた。
1月21日の主な被害
- タンカー「宗像丸」（昭和タンカー、10,045トン）：基隆、沈没[67]
- タンカー「黒潮丸」（東和汽船、10,518トン）：高雄、沈没[67]
- タンカー「新潮丸」（東和汽船、5,135トン）：高雄、沈没[67]
- タンカー「栄邦丸」（飯野海運、5,068トン）：高雄、沈没[67]
- タンカー「第三豊栄丸」（共栄タンカー、834トン）：高雄、沈没[67]
- 輸送船「帝楓丸」（元フランス船「ブーゲンビル」/帝国船舶、7,110トン）：高雄、沈没[67][81]
- 輸送船「山沢丸」（山下汽船、6,889トン）：高雄、沈没[67]
- 輸送船「楡林丸」（元イギリス船「チョン・ファ」、6,022トン）：高雄、沈没[67]
- 輸送船「あさか丸」（浜根汽船、4,681トン）：高雄、沈没[67]
- 輸送船「江ノ浦丸」（日本郵船、6,968トン）：高雄、大破[29][82]
- 駆逐艦「樫」：高雄、直撃弾3発で損傷[83]
- 駆逐艦「杉」：高雄、至近弾数発で損傷[83]
- 駆逐艦「梅」：高雄、戦死1[83]
- 駆逐艦「春風」：馬公、損傷軽微[84]
- 第114号輸送艦：高雄、損傷[29]
- 第143号輸送艦：高雄、損傷[29]

グラティテュード作戦における最後の攻撃は1月22日、沖縄地域に対して行われた。陸上施設を攻撃したほか写真撮影も行われ、渡具知沖で輸送船「彦山丸」（巴組汽船、2,073トン）、宮古島近海でタンカー「第二南興丸」（南方油槽船、834トン）を撃沈した。1月21日から22日にかけての第38任務部隊の定時位置座標は、であり、1月23日以降は一路ウルシーに向かい、1月25日から26日にかけて帰投した。

### 1月9日夜から1月22日までの行動図
この作戦における第38任務部隊の定時位置座標は以下のとおりである。なお、定時位置座標は「ホーネット」の戦時日誌のものを参考にしている。また、範囲は南シナ海進入前の1月9日夜から、最後の攻撃が行われた1月22日までである
- 1月9日：20時北緯22度26分04秒 東経122度48分07秒 / 北緯22.43444度 東経122.80194度[26]
- 1月10日：8時北緯20度09分08秒 東経120度14分05秒 / 北緯20.15222度 東経120.23472度、12時北緯19度40分 東経119度31分 / 北緯19.667度 東経119.517度、20時北緯18度42分 東経117度58分 / 北緯18.700度 東経117.967度[87]
- 1月11日：8時北緯15度30分05秒 東経115度59分00秒 / 北緯15.50139度 東経115.98333度、12時北緯14度42分08秒 東経115度48分00秒 / 北緯14.70222度 東経115.80000度、20時北緯13度30分05秒 東経113度45分00秒 / 北緯13.50139度 東経113.75000度[88]
- 1月12日：8時北緯11度39分00秒 東経110度09分08秒 / 北緯11.65000度 東経110.15222度、12時北緯12度16分02秒 東経110度14分04秒 / 北緯12.26722度 東経110.23444度、20時北緯12度41分03秒 東経110度27分00秒 / 北緯12.68417度 東経110.45000度[89]
- 1月13日：8時北緯14度01分 東経113度55分 / 北緯14.017度 東経113.917度、12時北緯14度32分 東経114度25分 / 北緯14.533度 東経114.417度、20時北緯15度19分 東経115度38分 / 北緯15.317度 東経115.633度[90]
- 1月14日：8時北緯16度51分 東経116度02分 / 北緯16.850度 東経116.033度、12時北緯17度18分 東経116度32分 / 北緯17.300度 東経116.533度、20時北緯18度25分 東経117度36分 / 北緯18.417度 東経117.600度[91]
- 1月15日：8時北緯21度26分 東経118度40分 / 北緯21.433度 東経118.667度、12時北緯21度38分 東経118度55分 / 北緯21.633度 東経118.917度、20時北緯20度55分 東経118度20分 / 北緯20.917度 東経118.333度[92]
- 1月16日：8時北緯20度11分 東経114度55分 / 北緯20.183度 東経114.917度、12時北緯20度07分 東経115度01分 / 北緯20.117度 東経115.017度、20時北緯19度48分 東経115度27分 / 北緯19.800度 東経115.450度[93]
- 1月17日：8時北緯17度00分 東経116度30分 / 北緯17.000度 東経116.500度、12時北緯16度38分 東経116度49分 / 北緯16.633度 東経116.817度、20時北緯17度32分 東経117度39分 / 北緯17.533度 東経117.650度[22]
- 1月18日：8時北緯19度02分 東経117度59分 / 北緯19.033度 東経117.983度、12時北緯18度40分 東経118度10分 / 北緯18.667度 東経118.167度、20時北緯17度01分 東経117度37分 / 北緯17.017度 東経117.617度[94]
- 1月19日：8時北緯14度17分 東経117度23分 / 北緯14.283度 東経117.383度、12時北緯15度00分 東経118度07分 / 北緯15.000度 東経118.117度、20時北緯16度11分 東経118度19分 / 北緯16.183度 東経118.317度[94]
- 1月20日：8時北緯18度41分 東経118度53分 / 北緯18.683度 東経118.883度、12時北緯19度25分 東経119度32分 / 北緯19.417度 東経119.533度、20時北緯20度12分 東経121度21分 / 北緯20.200度 東経121.350度[74]
- 1月21日：8時北緯22度24分 東経122度42分 / 北緯22.400度 東経122.700度、12時北緯22度21分 東経123度01分 / 北緯22.350度 東経123.017度、20時北緯22度56分00秒 東経124度27分08秒 / 北緯22.93333度 東経124.45222度[95]
- 1月22日：8時北緯24度41分05秒 東経128度32分00秒 / 北緯24.68472度 東経128.53333度、12時北緯24度54分 東経128度33分 / 北緯24.900度 東経128.550度、20時北緯25度16分08秒 東経129度00分05秒 / 北緯25.26889度 東経129.00139度[96]

## 作戦の結果と影響
グラティテュード作戦における日本側の被害は、地域別に区分けすると以下のとおりである。なお、「ラモット・ピケ」と「オクタント」は計算に入れていない。
- 1月12日：特設艦船および輸送船35隻135,680トン沈没（大破、擱座含む）、艦艇14隻沈没、航空機100機以上[7]
- 1月15日および16日：特設艦船および輸送船7隻39,105トン沈没（大破、擱座含む）、艦艇4隻沈没、航空機47機（推定）[7]
- 1月21日および22日：特設艦船および輸送船12隻66,177トン沈没（大破、擱座含む）、航空機60機以上[73]

総計すると、特設艦船および輸送船は54隻240,962トンが沈没し、艦艇は軽巡洋艦1隻を含む18隻が沈没。航空機は明確な数字がつかみにくいが最低でも約207機が破壊されたということになる。歴史家サミュエル・E・モリソンはインドシナ水域で「44隻132,700トン」の艦船を撃沈し、1月中には「約30万トン」の艦船を撃沈して「500機」もの日本機を破壊しつくしたとする。光人社刊行の『写真・太平洋戦争（4）』では、作戦全体の日本側被害について「艦艇11隻、船舶48隻（221,179総トン）」という数字を挙げている。
第38任務部隊の被害のうち、艦艇に関しては戦闘で「タイコンデロガ」、「ラングレー」、「マドックス」が、荒天その他事故で「ハンコック」、「ネヘンタ・ベイ」、「ナンタハラ」が損傷したにとどまったが、「1月中」に艦載機201機とパイロット167名が失われ、これに「タイコンデロガ」での人的被害237名を加算すると1月中に404名が戦死または負傷したことになるが、「マイクI作戦」での損害を合算していると推定するなら、上述のように艦艇6隻損傷、香港攻撃における艦載機22機、事故死15名、「タイコンデロガ」の戦死と負傷237名が確定した被害となる。その他、「エンタープライズ」が1月16日の攻撃で5機を失ったほか、1月21日と22日の攻撃で3機が失われ、9名が行方知れずとなっている。
グラティテュード作戦においてアメリカ艦隊がわが物顔で南シナ海を遊弋したことは日本側に多大な衝撃を与え、制空権および制海権がアメリカ側に渡ったことは火を見るより明らかであった。作戦以降、日本側はヒ船団の最盛期のような大船団方式を取りやめ、分散的に小船団を小出しに送り出す方式に切り替えることとなり、第38任務部隊がルソン海峡を東航したのと同じ1月20日に「燃料竝ニ重要物資緊急還送作戦實施ニ關スル陸海軍中央協定」を定め、輸送船団による「南号作戦」、ハルゼーが意地でも撃沈したかった「伊勢」、「日向」などによる「北号作戦」が発動されるにいたった。
アメリカ側から見ても、グラティテュード作戦は十分に意義ある作戦であった。ハルゼーは作戦を回想して「オランダ領東インドなどは日本の外側防衛線からはもはや外れ、そこからの産物は途中で失われて日本には届かなくなっている」といった趣旨の発言をし、一連の攻撃はマッカーサーのマニラ帰還に対する援護射撃としても十分なものであった。モリソンは「大胆かつ見事に運用された作戦で、どこへでも戦力を展開できる高速空母群の能力と、洋上での役務部隊から補給を受ける技量を示した点で特筆すべきもの」と評価した。評論家の森本忠夫は、第38任務部隊の行動を含めて「戦局を主動した連合軍の行動こそ、三面六臂の阿修羅のごとき縦横無尽の働き振りと言ってよかった」と論じている。第38任務部隊という「阿修羅」は、「補給ルートの完全途絶」という止め前の致命的なダメージを日本側に与えたのである。
第38任務部隊は、ウルシー帰投後にレイモンド・スプルーアンス大将の第5艦隊に継承され、しばしの休息と補給ののち、2月からはマーク・ミッチャー中将の下で「第58任務部隊」として、新たな戦場である硫黄島と関東平野の制圧にまい進することとなる。